# Martin Redmond
Martin Redmond (ur. 15 sierpnia 1937, zm. 20 stycznia 1997) – brytyjski polityk Partii Pracy, deputowany Izby Gmin.

## Działalność polityczna
W okresie od 9 czerwca 1983 do śmierci 20 stycznia 1997 reprezentował okręg wyborczy Don Valley w brytyjskiej Izbie Gmin.